# Grégory Fitoussi
Grégory Fitoussi, född 13 augusti 1976 i Paris, Frankrike, är en fransk skådespelare.

## Filmografi i urval
- 1998 – Sous le soleil (TV-serie)
- 2004 – Doo Wop
- 2005 – Spiral (TV-serie)
- 2009 – G.I. Joe: The Rise of Cobra
- 2011 – The Conquest
- 2011 – A Burning Hot Summer
- 2012 – Mince alors!
- 2012 – Paris by Night
- 2013 – World War Z
- 2013 – Mr Selfridge (TV-serie)
- 2014 – Never on the First Night
- 2015 – American Odyssey (TV-serie)
- 2015 – Emperor
- 2016 – Beowulf (TV-serie)